# Mehdi Mahdavikia
Mehdi Mahdavikia (persisch مهدی مهدوی‌کیا, DMG Mehdī-(e) Mahdavī-Kiyā; * 24. Juli 1977 in Teheran) ist ein ehemaliger iranischer Fußballspieler und heutiger Fußballtrainer.

## Karriere als Spieler

### Verein
Mahdavikia spielte in seiner Jugend für den iranischen Klub Bank Melli Teheran. Im Jahr 1995 wurde er als Spieler von Bank Melli Teheran mit dem Goldenen Schuh ausgezeichnet. Seinen Durchbruch schaffte er mit seinem Wechsel zum iranischen Spitzenclub Persepolis Teheran im Jahr 1995, mit dem er drei Meisterschaften feierte und bei dem er iranischer Fußballnationalspieler wurde. Im Januar 1999 – nach der für ihn erfolgreichen WM 1998 – wechselte er zum VfL Bochum. Bereits ein halbes Jahr später ging der Flügelstürmer, der sich sowohl als klassischer Rechtsaußen als auch im rechten Mittelfeld wohlfühlt, nach dem Abstieg der Bochumer aus der Fußball-Bundesliga zum Hamburger SV. Aufgrund seiner unvergessenen Flügelläufe und zahlreichen Torvorlagen avancierte er zum Publikumsliebling. Ab der Saison 2005/06 wurde er meistens als rechter Verteidiger in der Viererkette eingesetzt. Nach acht Spielzeiten beim Hamburger SV wechselte Mahdavikia im Juni 2007 ablösefrei zu Eintracht Frankfurt. Am 25. Januar 2010 gab Eintracht Frankfurt bekannt, dass Mehdi Mahdavikia mit sofortiger Wirkung zum iranischen Hauptstadtclub Steel Azin FC wechselt. Im Sommer 2011 wechselte er zum Iranian Pro League Aufsteiger Damash Gilan, wo er sich jedoch nicht besonders wohlfühlte. Deswegen wechselte er nach einem halben Jahr zu seinem ehemaligen Verein Persepolis Teheran, für den er bis zum 14. März 2013 spielte und dann seine Karriere beendete.

### Nationalmannschaft
Mahdavikia spielte über 100-mal für die Iranische Fußballnationalmannschaft. Im August 2006 wurde Mahdavikia zum neuen Kapitän der iranischen Nationalmannschaft bestimmt und trat damit die Nachfolge von Ali Daei an.
Das Auflaufen mit grünen Armbändern bei einem Länderspiel gegen Südkorea in Seoul nach den Iranischen Präsidentschaftswahlen wurde im Iran als sensationelle Parteinahme für die Opposition gewertet.

## Karriere als Trainer
Zur Saison 2015/16 kehrte Mahdavikia als Jugendtrainer zum HSV zurück. Für die Altersklassen U16-U19 arbeitete er fortan als Trainer für die Offensive. Im Jahr 2021 übernahm Mahdavikia den Posten als Trainer der U21-Nationalmannschaft des Iran. Er kündigte diesen im September 2022 aus Protest gegen das gewaltsame Vorgehen iranischer Sicherheitskräfte angesichts der Menschenrechtsproteste im Iran.

## Erfolge/Titel
Als Nationalspieler
- Asienspiele – Gold: 1998
- Westasienmeister: 2004
- Asienmeisterschaft – Dritter Platz: 2004

Mit seinen Vereinen
- Iranischer Meister: 1996, 1997
- Deutscher Ligapokalsieger: 2004
- UEFA Intertoto Cup Sieger: 2006

Auszeichnungen
- Goldener Schuh, Iran: 1995
- Asiens Fußballer des Jahres: 2003
- Hamburger SV – Spieler des Jahres: 2003
- Kicker – bester Außenstürmer in der Bundesliga: 2003
- Hamburger SV – Spieler des Jahres: 2004

## Privatleben
Mahdavikia ist verheiratet und hat drei Töchter. Von Dezember 2005 bis April 2006 war er mit Samira Samii verheiratet, die sich aber scheiden ließ, da er noch mit seiner ersten Ehefrau verheiratet war. Mit dieser war er noch bis 2014 verheiratet, aber ließ sich im April 2014 wieder scheiden. Mahdavikia ist jetzt mit Shamim Allahdadi verheiratet.